# Иванов, Александр Викторович (певец)
Александр Викторович Иванов (бел. Аляксандр Віктаравіч Іваноў, род. 29 октября 1994, Гомель, Беларусь), более известен под псевдонимом IVAN — белорусский певец, представитель Беларуси на конкурсе песни «Евровидение-2016» с песней «Help You Fly».

## Биография
Родился 29 октября 1994 года в Гомеле. Отец и брат Александра — Владимир Иванов также являются музыкантами.
В восемь лет начал учиться в музыкальной школе по классу гитары.
В 15 лет он собрал рок-группу «Brown Velvet», в которой пел и играл на гитаре. Поступил в лингвистический институт, но бросил его, проучившись два года.
В 2009 году прошёл кастинг на Mass Medium Fest. После этого он переехал в Санкт-Петербург вместе со своей группой «Ivanov», которая была создана ещё в Гомеле. С группой записал четыре песни: «Продолжая путь», «Где», «На встречной полосе» и «Белая душа». Исполнил главную роль в мюзикле «Ромео и Джульетта».
В 2013 году Иванов участвовал во втором сезоне российского телешоу «Битва хоров», где пел вместе с Санкт-Петербургским хором под управлением Виктора Дробыша. Хор занял второе место на конкурсе. В том же году певцу пришлось взять себе псевдоним IVAN, чтобы не было путаницы с Александром Ивановым, солистом группы Рондо. Также псевдоним, по его мнению, символизирует славянского богатыря Ивана.
В 2014 году Иванов победил на конкурсе «Пять звёзд» в Ялте, что дало ему возможность участвовать в конкурсе песни Интервидение-2015, который впоследствии не состоялся.
В 2015 году певец стал участником российского телешоу «Главная сцена», где занял второе место.
После участия в телешоу продюсером Иванова стал Виктор Дробыш. Первая песня певца «Крест и ладонь» была написана Дробышем.

## Евровидение 2016
В 2015 году белорусское телевидение опубликовало список десяти артистов, прошедших предварительный отбор.
22 января 2016 в финале белорусского отбора IVAN выступил под седьмым номером с песней «Help You Fly». По правилам конкурса 2016 года победителя выбирали исключительно телезрители. IVAN победил на отборе с 23 167 голосов, что дало ему право участвовать от Беларуси на «Евровидении 2016».
Изначально IVAN планировал включить в свой номер на сцене выступление с волками, а также хотел появиться в обнажённом виде. Однако организаторы конкурса, давшие предварительное согласие на это, в последний момент запретили певцу выступать в подобном виде. Он срочно изменил номер: волки появились в итоге на голограмме, а сам он отказался от идеи выступать обнажённым.
12 мая 2016 года Ivan выступил во втором полуфинале, но не пробился в финал.

## Судьба после Евровидения
10 июня 2016 года Александр Иванов был гостем на церемонии «Премии Муз-ТВ 2016». 6 сентября 2016 года принял участие в творческом вечере Виктора Дробыша в рамках фестиваля Новая волна 2016, во время которого исполнил песню «Кино о любви» в дуэте с Ириной Аллегровой.
В феврале, а также 3 июня 2017 года принял участие в концертах, посвящённых 50-летию Виктора Дробыша, проходивших в Германии и Нью-Йорке. 30 апреля 2017 года в московском клубе «BUBO» состоялась премьера песни «Invisible» группы IVAN. 8 июня 2017 года выступил с программой «INVISIBLE» в московском клубе «Китайский лётчик Джао Да». В составе группы гитарист Владимир Иванов и клавишник Игорь Нестерович. 17 июня 2017 года выступил на фестивале Турции в парке культуры и отдыха «Красная Пресня». 1 июля 2017 года принял участие в сборном концерте российских музыкантов в Сокольниках, посвящённом Дню Молодёжи.
В 2023 году IVAN принимал участие в четвёртом сезоне шоу «Маска» на телеканале «НТВ», где выступал в костюме Гусеницы, и был разоблачён во втором полуфинале.
В 2024 году участвовал в третьем сезоне шоу «Аватар» в образе Страшилы. В финале шоу, показанном в эфире «НТВ» 29 декабря 2024 года, стал одним из двух победителей. Вторую победу одержала Диана Анкудинова, которая выступала в образе Жар-Птицы.

## Санкции
7 января 2023 года, из-за вторжения России на Украину, внесён в санкционный список Украины, предполагается блокировка активов на территории страны, приостановка выполнения экономических и финансовых обязательств, прекращение культурных обменов и сотрудничества, лишение украинских госнаград.

## Дискография
| Сингл                                  | Альбом | Год  |
| -------------------------------------- | ------ | ---- |
| «Крест и ладонь»                       | TBA    | 2015 |
| «Diamond»                              | TBA    | 2015 |
| «Выбирай»                              | TBA    | 2015 |
| «Help You Fly»                         | TBA    | 2016 |
| «Не стреляй»                           | TBA    | 2016 |
| «Кино о любви» (feat. Ирина Аллегрова) | TBA    | 2016 |
| «Invisible»                            | TBA    | 2017 |
| «Чужая»                                | TBA    | 2017 |
| «Снова тебя забываю»                   | TBA    | 2018 |
| «In your eyes»                         | 2019   |      |
| "" (Дуэт с Николаем Носковым)          | 2019   |      |